# ジャウメ2世 (マヨルカ王)
ジャウメ2世（カタルーニャ語：Jaume II, 1243年5月31日 - 1311年5月29日）は、マヨルカの国王およびモンペリエの領主（在位：1276年 - 1311年）。アラゴン王ハイメ1世とその王妃であったハンガリー王アンドラーシュ2世の王女ビオランテ（ヨラーン）の次男。

## 生涯
1276年、父王の死去によりジャウメはバレアレス諸島の3つの島（マジョルカ島、イビサ島、フォルメンテーラ島）、ルシヨン伯領とサルダーニャ伯領、モンペリエの統治権、オメラデス（Omeladès）男爵領、カルラデス（Carladès）子爵領を継承し、さらに当時まだイスラム領であったメノルカ島からの貢納も獲得した。
アラゴン王には兄ペドロ3世が即いていたが、マヨルカ王にしてアラゴンの家臣というジャウメ2世の地位はペドロ3世との対立を招いた。ジャウメ2世はローマ教皇マルティヌス4世や姉イサベルの夫であったフランス王フィリップ3世と同盟して兵を起こしたが、1285年のフォルミーガス（Formigues）諸島の戦いで敗れた。ペドロ3世はバレアレス諸島を征服・併合したが1285年に死去、1295年には甥のハイメ2世がバレアレス諸島をジャウメ2世に返還した。その後、ジャウメ2世は内政に専念、都市を再建し、農業を奨励し、防備を固め、経済を発展させた。
ジャウメ2世は1275年にフォワ伯ロジェ4世の娘エスクララムンダ・ド・フォワと結婚し、4男2女をもうけた。1311年にジャウメ2世が死去した時に長男ジャウメは聖職に就いていた為、次男サンチョ1世が王位を嗣いだ。

## 子女
- ジャウメ（1274年 - 1330年）
- サンシュ1世（1276年 - 1324年） - マヨルカ王
- フェラン（1278年 - 1316年） - マヨルカ王ジャウメ3世の父
- エリサベ（1280年 - 1301年） - カスティーリャ摂政フアン・マヌエルと結婚
- サンサ（1285年頃 - 1345年） - ナポリ王ロベルト1世と結婚
- フェリプ（1288年頃 - 1340/43年） - マヨルカ摂政